# Арустамов, Георгий Аркадьевич
Гео́ргий Аракелович Аруста́мов (16 августа 1919, Кисловодск — 22 января 1945, Бишофсталь) — советский офицер, участник Великой Отечественной войны, Герой Советского Союза, помощник начальника штаба по разведке 26-го гвардейского кавалерийского полка, гвардии старший лейтенант.

## Биография

### Ранние годы
Родился 16 августа 1919 года в Кисловодске, в семье рабочего. Отец Аракел Майсесович работал поваром. Армянин по национальности. Мать Рудзите Эльвира Карловна латышка из красных латышских стрелков, после гибели своих братьев во время подавления эсеровского мятежа, была направлена в Кисловодск на лечение. Помогал воспитывать двух братьев и сестру. Увлекался футболом. За свою быстроту был прозван «Пожар». Окончил с отличием среднюю школу города Кисловодска, и сдал вступительные экзамены в Харьковский электротехнический институт, однако в 1939 года не доучившись после окончания первого курса был призван в РККА.

### Служба в РККА
В середине 1939 года в составе Красной армии участвовал в освободительном походе советских войск в Западную Украину. Принимал непосредственное участие в советско-финской войне 1939—1940 годов.
Окончил Орджоникидзевское военное пехотное училище.

### В годы Великой Отечественной войны
С 1941 года — участник Великой Отечественной войны. В одной из битв в районе Карпат при выходе из окружения 21 августа 1944 года был тяжело ранен в грудь и отправлен на лечение в госпиталь, после которого в ноябре 1944 года воевал в звании гвардии старшего лейтенанта, офицером разведки штаба 26-го гвардейского кавалерийского полка (7-я гвардейская кавалерийская дивизия, 1-й гвардейский кавалерийский корпус, 21-я армия, Первый Украинский фронт). По его прибытии в полк начальник штаба полка Т. С. Кугрышев записал в своём командирском дневнике:

Прибыл в полк из госпиталя после излечения. Наград не имеет. Назначен на должность помначштаба по разведке, думаю, в своих предположениях я не ошибся, справляется…— 
Неоднократно Арустамов выполнял задания штаба по организации разведки в тылу противника. Георгий проявил себя грамотным, храбрым офицером. Хорошо знал организацию и вооружение подразделений и частей противника. Всегда был готов доложить коротко, ясно и сделать обобщённый вывод о противнике перед фронтом наступления или перед фронтом обороны полка. Внимательно изучал информацию вышестоящего штаба о противнике и стремился проверить эти данные своими, хотя и ограниченными средствами разведки.

### Последний бой близ Бишофсталя
21 января 1945 года во время битвы возле города Тост (Верхняя Силезия) на основании разведданных выяснилось, что гитлеровцы собираются контратаковать наступающий полк с юга, тем самым поставив операцию по выходу к берегам Одера в районе Бухенау под угрозу срыва. В ночь с 21 января на 22 января с целью предупредить немецкую контратаку был выслан отряд силою эскадрона и семи танков, эскадрон предварительно спешили и посадили десантом на танки. Добровольцем вызвался участвовать в этой операции и Арустамов.
На рассвете 22 января 1945 года близ населённого пункта Бишофсталь (ныне — Уязд в Опольском воеводстве, Польша) завязался бой, противник открыл огонь по танковому десанту, а немецкие зенитные орудия, расположенные за каналом, открыли огонь прямой наводкой по танкам. Арустамов был ранен в ногу, но продолжал вести бой с гитлеровцами. Возглавляемый им сводный разведывательно-диверсионный отряд уничтожил и взял в плен до двухсот солдат и офицеров противника, подбил два танка, два БТР и несколько орудий, гвардии старший лейтенант Арустамов лично уничтожил до 20 немецких солдат. Отряд, уничтожив противника, понёс большие потери, в том числе был убит помощник начальника штаба по разведке гвардии старший лейтенант Арустамов.
Из воспоминаний полковника в отставке Т. С. Кугрышева, бывшего командира 26-го гвардейского Краснознамённого кавалерийского полка 7-й гвардейской кавалерийской дивизии:

11 февраля 1945 года за проявленное бесстрашие в бою Арустамов Г. А. был представлен мною к званию Героя Советского Союза. 14 февраля моё представление оформили в штабе дивизии и 8 марта в штабе нашего кавалерийского корпуса. Нет-нет, да и достаю маленькую групповую фотографию офицеров своего полка. Сиротскую, сделанную между боями. Смотрят на меня молодые лица товарищей по оружию, а среди них красавец Георгий. Пусть живёт о нём память на Ставрополье, как и обо всех отважных сынах Родины, принёсших победу ценой своей жизни.— 
Указом Президиума Верховного Совета СССР от 27 июня 1945 года «за образцовое выполнение боевых заданий командования на фронте борьбы с немецко-фашистскими захватчиками и проявленные при этом мужество и героизм» гвардии старшему лейтенанту Арустамову Георгию Аркадьевичу присвоено звание Героя Советского Союза (посмертно).

Памятник Г. А Арустамову у здания средней школы в г. Кисловодске, в которой он учился

## Награды
- Медаль «Золотая Звезда» Героя Советского Союза
- орден Ленина
- медали

## Память
В городе Кисловодске именем Арустамова названа улица, у здания средней школы, в которой учился Герой, установлен памятник, на здании школы — мемориальная доска.